# Neogovea microphaga
Neogovea microphaga is een hooiwagen uit de familie Neogoveidae.